# ダン・ローストセン
ダン・ローストセン（Dan Laustsen、1954年6月15日 - ）は、デンマークの撮影監督である。日本語では「ダン・ローステン」とも表記される。

## 経歴
1954年6月15日、オールボーに生まれる。若い頃、『ナショナルジオグラフィック』の写真家になることを志していた。デンマーク国立映画学校で学んだ。
撮影を手がけた作品に『ミミック』、『リーグ・オブ・レジェンド/時空を超えた戦い』、『サイレントヒル』、『クリムゾン・ピーク』などがある。2017年、『シェイプ・オブ・ウォーター』の撮影を手がけた。

## フィルモグラフィー

### 映画
- ぼくのターザン Gummi Tarzan （1981年）
- ヴァルビィの奇跡 Miraklet i Valby （1989年）
- モルグ/屍体消失 Nattevagten （1994年）
- ミミック Mimic （1997年）
- ナイトウォッチ Nightwatch （1997年）
- ランニング・フリー ～アフリカの風になる～ Running Free （1999年）
- デュカネ 小さな潜水夫 Dykkerne （2000年）
- ジェヴォーダンの獣 Le Pacte des loups （2001年）
- リーグ・オブ・レジェンド/時空を超えた戦い The League of Extraordinary Gentlemen （2003年）
- 黒の怨 Darkness Falls （2003年）
- レッド・ウォリアー Köshpendiler （2005年）
- サイレントヒル Silent Hill （2006年）
- デス・ロード 染血 Wind Chill （2007年）
- パラサイト X Vikaren （2007年）
- ソロモン・ケーン Solomon Kane （2009年）
- シーモンとオークの木 Simon och ekarna （2011年）
- ポゼッション The Possession （2012年）
- ゼロ タウン 始まりの地 זייתון （2012年）
- クリムゾン・ピーク Crimson Peak （2015年）
- ジョン・ウィック:チャプター2 John Wick: Chapter 2 （2017年）
- シェイプ・オブ・ウォーター The Shape of Water （2017年）
- プラウド・メアリー Proud Mary （2018年）
- ジョン・ウィック:パラベラム John Wick: Chapter 3 – Parabellum （2019年）
- ナイトメア・アリー Nightmare Alley （2021年）
- ジョン・ウィック:コンセクエンス John Wick: Chapter 4 （2023年）
- カラーパープル The Color Purple （2023年）
- 深い谷の間に The Gorge （2025年）
- Frankenstein （2025年）

### テレビドラマ
- コールド・アンド・ファイヤー 凍土を覆う戦火 1864 （2014年）

## 受賞
- 2017年 - 第43回ロサンゼルス映画批評家協会賞 - 撮影賞（『シェイプ・オブ・ウォーター』）[8]
- 2017年 - 第17回ニューヨーク映画批評家オンライン賞 - 撮影賞（『シェイプ・オブ・ウォーター』）[9]
- 2017年 - 第23回ダラス・フォートワース映画批評家協会 - 撮影賞（『シェイプ・オブ・ウォーター』）[10]